# Friedrich II. von Hagen

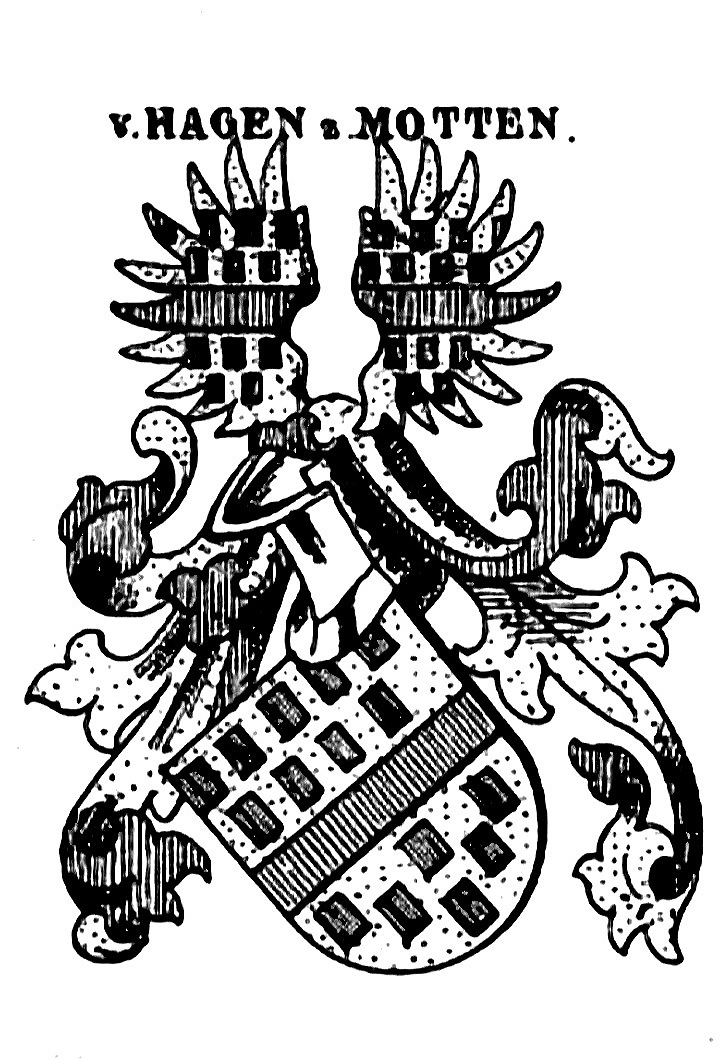
Familienwappen derer von Hagen zur Motten

Friedrich II. von Hagen zur Motten (* um 1455; † vor dem 27. November 1531) war Hofmeister im Fürstentum Nassau-Saarbrücken sowie Amtmann in Kurtrier.

## Leben

### Herkunft und Familie
Friedrich von Hagen entstammte dem Adelsgeschlecht Hagen zur Motten, das seinen Stammsitz seit 1300 auf dem Schloss La Motte hatte.
Er war der Sohn des Heinrich III. von Hagen zur Motten (1405/10–1477) und dessen Ehefrau Johanna von Chatelet.
1483 heiratete er Sophie von Greiffenclau zu Vollrads, Cousine der Bischöfe Richard von Greiffenklau zu Vollrads in Trier (1467–1531) und Johann III. von Dalberg in Worms (1455–1503). Aus der Ehe sind sechs Söhne, darunter Heinrich (1480–1537, Amtmann in St. Wendel) und Johann Ludwig (1492–1547, Erzbischof von Trier) hervorgegangen.

### Wirken
Vom Trierer Erzbischof Johann II. von Baden erhielt er 1482 verschiedene Güter als Lehen, ebenso von Pfalzgraf Alexander von Veldenz im Jahre 1514 das Gut Hofeld.
In diesem Jahr wurde er zum Hofmeister im Fürstentum  Nassau-Saarbrücken ernannt.
Am 4. September 1515 erhielt er die dortigen Lehen in Reisweiler im heutigen Landkreis Saarlouis.
Seine Ernennung zum Amtmann von Pfalzel (Ortsteil von Trier) fiel in das Jahr 1519. In dieser Funktion war er der oberste Dienstmann des Landesherrn.
Im selben Jahr wurde er Schultheiß in Trier und nahm die Funktion eines Bürgermeisters wahr.
1525 belehnte ihn Kurtrier mit den Vogteien Wyler und Düppenweiler mitsamt dem Hochgericht.